# ライト・レール・トランジット・アソシエーション
ライト・レール・トランジット・アソシエーション（英: Light Rail Transit Association (LRTA)、ライトレール交通協会の意）は、ライトレールおよびトラムウェイ／ストリートカー・システムの維持および成長に向けての提唱および奨励を行う非営利団体である。
LRTAは、月刊誌「トラムウェイズ&アーバン・トランジット」（旧・「モダン・トラムウェイ」）を出版しており、イギリスに拠点を置いているが、国際的なメンバーシップおよび責任範囲を伴う。

## 歴史
1937年に、ライト・レールウェイ・トランスポート・リーグ (Light Railway Transport League) が結成されており、1979年にLRTAへと改称された。
それは、イギリスの都市トラムウェイが衰退し始めていたときに結成されていた。
衰退が原因で、ドイツのいくつかの「シュタットバーン (Stadtbahn)」システムによって象徴されるように、協会はイギリス内の近代化されたライトレールのために運動を行った。
1980年のタイン・アンド・ウェア・メトロ、1991年のマンチェスター・メトロリンク、そしてシェフィールド、バーミンガム、クロイドンおよびノッティンガムの新トラムシステムの開業は、LRTAの狙いにとても沿ったものとなっている。